# Barbara Strozzi

Stemma degli Strozzi

Barbara Strozzi (Venezia, battezzata il 6 agosto 1619 – Padova, 11 novembre 1677) è stata una compositrice e soprano italiana, esponente di rilievo della musica barocca.

## Biografia
Era la figlia adottiva (forse illegittima) del giudice, poeta e librettista Giulio Strozzi e d'Isabella Garzoni (soprannominata la Greghetta). Fu allieva del padre, di Marc'Antonio Cesti e del celebre Francesco Cavalli. Tra il 1635 e il 1636 cantò dinanzi a svariati letterati veneziani le Bizzarrie poetiche, due volumi di canzoni composte da Nicolò Fontei. Nel 1637 il padre adottivo fondò l'Accademia degli Unisoni, dove la Strozzi entrò come membro e nella quale recitava e cantava i propri lavori; ella metteva in musica principalmente i testi scritti dal genitore. Quando quest'ultimo morì, fu costretta a industriarsi autonomamente per trovare a chi dedicare le sue composizioni.
Ella compose prevalentemente per uso proprio, cioè per solo soprano. Per i suoi lavori la formazione strumentale che predilesse fu quella a tre parti, composta da due strumenti melodici e dal basso continuo. Le sue composizioni, le quali condividono una certa comunanza con le prime opere liriche, sono fermamente incentrate nella tradizione della seconda prattica, semplificata da Claudio Monteverdi, ma in loro si denota maggior enfasi lirica, basata sulla forza della voce stessa.

## Opere
- Il primo libro di madrigali, per 2-5 voci e basso continuo, op. 1 (1644)

- Cantate, ariette e duetti, per 2 voci e basso continuo, op. 2 (1651)
- Cantate e ariette, per 1-3 voci e basso continuo, op. 3 (1654)
- Sacri musicali affetti, libro I, op. 5 (1655)
- Quis dabit mihi, mottetto per 3 voci (1656)
- Ariette a voce sola, op. 6 (1657)
- Diporti di Euterpe ovvero Cantate e ariette a voce sola, op. 7 (1659)
- Arie a voce sola, op. 8 (1664)